# Nightbreaker
Nightbreaker è l'ottavo album in studio del gruppo heavy metal statunitense Riot, pubblicato nel 1994 dall'etichetta discografica SPV.

## Il disco
Ennesimo cambio di formazione per i Riot, che vedono l'uscita di Tony Moore e Don VanStavern: in loro sostituzione arrivarono il cantante Mike DiMeo e Pete Perez, con in aggiunta Mike Flyntz come secondo chitarrista. L'album, che tra le tracce contiene una reinterpretazione di Burn dei Deep Purple, è stato pubblicato in Giappone con una tracklist diversa, che vede l'aggiunta di un'ulteriore cover, A Whiter Shade of Pale dei Procol Harum.

## Tracce
1. Soldier (Reale) - 4:54
2. Destiny (DiMeo, Flyntz) - 4:41
3. Burn (Coverdale, Blackmore, Lord, Paice) - 6:00
4. In Your Eyes (DiMeo, Reale) - 4:33
5. Nightbreaker (Reale) - 4:12
6. Medicine Man (Reale) - 5:35
7. Silent Scream (DiMeo, Reale, Flyntz) - 5:07
8. Magic Maker (Reale) - 5:09
9. I'm On the Run (Reale) - 4:56
10. Babylon (DiMeo, Reale) - 5:05
11. Outlaw (Reale, Speranza) - 6:14

## Formazione
- Mike DiMeo - voce
- Mark Reale - chitarra
- Mike Flyntz - chitarra
- Pete Perez - basso
- Bobby Jarzombek - batteria